# دائرة فيغالا
58°43′N 24°23′E / 58.717°N 24.383°E

دائرة فيغالا (بالإستونية: Vigala vald)، كانت بلدية إستونيَّة تقع في مقاطعة رابلا.
كان عدد سكانها يبلغ 1,547 نسمة (حسب تعداد 1 مارس 2008)، وكانت مساحتها تبلغ 269.81 كيلومترًا مربعًا.

## التجمعات السكانية
في عام 2017، أصبحت جميع التجمعات السكانية في دائرة فيغالا السابقة تتبع دائرة ماريما.
القرى
أراستيه - أفاستيه - ياديفيريه - كاوسي - كيسو - كيفي فيغالا - كوياستو - كونابيريه - كوريفيريه - لاتي - ليبريه - ماني - نارافيريه - أويس - أويابيريه - باردو - بالياسما - بالاسيه - باليكا - راسكي - سالا - تيدوفيريه - تونوما - فاغويا - فيغالا فانامويسا - فانا فيغالا - فانغلا

## وصلات خارجية
- الموقع الرسمي
 باللغة الإستونية